# 图奥莫·于利普利
图奥莫·于利普利（芬蘭語：Tuomo Ylipulli，1965年3月3日—2021年7月23日），芬兰男子跳台滑雪运动员。他曾代表芬兰参加1988年冬季奥林匹克运动会跳台滑雪比赛，获得男子团体高跳台金牌。